# Capo San Rocco
Capo San Rocco (portoghese Cabo de São Roque) si trova in Brasile nella parte settentrionale dello Stato del Rio Grande do Norte, nel comune di Maxaranguape.
Si tratta di un luogo spesso ricordato, in quanto è il punto più stretto dell'Atlantico. Ovvero, se si preferisce, il punto del continente sud-americano più prossimo all'Africa.
Esso segna, inoltre, il punto di divaricazione fra le due coste principali del Brasile: 
- dalla Guyana francese sino al Capo San Rocco, infatti, la costa si presenta bassa e paludosa, specie in presenza dei delta dei grandi fiumi che scendono dall'Amazzonia, a cominciare dal Rio delle Amazzoni.
- dal Capo San Rocco a meridione, la costa si presenta più massiccia, con notevoli insenature, ove sono sorte alcune delle maggiori città del paese, da Salvador (Bahia) a Rio de Janeiro.

Per ciò stesso, il capo ha avuto un ruolo rilevante nelle esplorazioni del XV e XVI secolo: ad esempio lì si arrestò, nel 1499, Amerigo Vespucci, che aveva seguito la costa sin da Maracaibo.
Infine, il Capo è ricordato spesso anche dagli studiosi di correnti marine. Qui, infatti, giunge, dal golfo di Guinea, la corrente sud-equatoriale che proprio al Capo San Rocco si biforca in due rami: la corrente del Brasile, a mezzogiorno, e la corrente nord-equatoriale, verso ponente, sino ai Caraibi, ove prende il nome di corrente del Golfo.